# راعوث ريكس
راعوث ريكس (بالألمانية: Rut Rex-Viehöver)‏ هي ممثلة ألمانية، ولدت في 15 يوليو 1937 بساربروكن في ألمانيا.

## وصلات خارجية
- راعوث ريكس على موقع IMDb (الإنجليزية)
- راعوث ريكس على موقع أول موفي (الإنجليزية)
- راعوث ريكس على موقع قاعدة بيانات الأفلام السويدية (السويدية)
- راعوث ريكس على موقع قاعدة بيانات الأفلام السويدية (السويدية)
- راعوث ريكس على موقع ديسكوغز (الإنجليزية)
- راعوث ريكس على موقع قاعدة بيانات الفيلم (الإنجليزية)
- راعوث ريكس على موقع كينوبويسك (الروسية)